# 诸圣堂 (牛津)
诸圣堂（英語：All Saints Church）位于英国牛津中心区高街北侧，Turl 街转角。原是一座教堂，现在是牛津大学林肯学院图书馆。该建筑被列为英国一级登录建筑。

## 历史
最初的诸圣堂创建于1122年。但是在1700年3月，教堂的尖顶坍塌，摧毁了建筑的大部分。目前的建筑建于1720年，有350个座位。其设计者是亨利·奥尔德里奇。尼古拉斯·霍克斯莫尔修建了塔楼和尖顶。建筑费用非常昂贵，牛津大学大多数学院和安妮女王都捐了款。
1896年，卡尔法克斯的圣马丁堂被拆除，诸圣堂成为牛津官方的城市教堂，市长在此礼拜。 1946年，来自婆罗洲沙捞越Batu Lintang 战俘营战争囚犯的灵柩覆盖了一面英国国旗，与两个木制的纪念牌匾被放置在该教堂；它们后来转移到多切斯特修道院。1971年，诸圣堂改为世俗用途，交给紧邻教堂北侧的林肯学院，牛津的城市教堂移到北门圣米迦勒堂。1975年，该建筑成为林肯学院的图书馆。

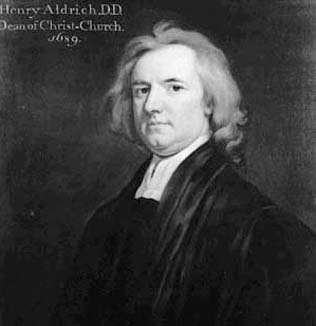
亨利·奥尔德里奇